# Юн, Ивон
Ивон Юн (кит. 翁虹, англ. Yvonne Yung Hung) — гонконгская актриса. Победительница конкурса Мисс Азия 1989, в том же году представляла Гонконг на конкурсе Мисс Мира 1989. Приобрела известность благодаря съёмкам в эротических фильмах. В 2001 году заявила о завершении кинокарьеры, однако до настоящего времени продолжает появляться в телесериалах.

## Фильмография
- Танцы с драконом (1991)
- Freedom Run Q (1992)
- Temptation of the Spiritual World (1992)
- Don't Stop My Crazy Love For You (1993)
- Guns Of Dragon (1993)
- My Pale Lover (1993)
- My Virgin (1993)
- Sexy Story (1993)
- Drunken Master II (1994)
- A Chinese Torture Chamber Story (1994)
- Ancient Chinese Whorehouse (1994)
- The Power of Money (1994)
- Romance of the Vampires (1994)
- Sex and the Emperor (1994)
- Bloody Brothers (1994)
- Fatal Obsession (1994)
- Tragic Fantasy - The Tiger of Wanchai (1994)
- The Wild Lover (1994)
- Black Dream (1995)
- A Fake Pretty Woman (1995)
- Spike Drink Gang (1995)
- Lover of the Last Empress (1995)
- Hero of Swallow (1996)
- The Jail in Burning Island (1997)
- Walk In (1997)
- Exodus from Afar (1998)
- Nightmare Zone (1998)
- Undercover Girls (1999)
- Yvonne Yung: Fantastic Dream Japanese Vacation (2001) [Pictorial Videos]
- Freaky Story (2002)
- The Murderer is My Wife (2003)
- Return of Devil (2003)
- The Great Dunhuang (2006)
- Tales of Two Cities (2012)
- All for Love (2012)
- Born to Love You (2013)
- Fighting (2014)
- Town of the Dragon (2014)
- Give Seven Days (2014)